# Эванс, Райкер
Райкер Эванс (англ. Ryker Evans; род. 13 декабря 2001, Калгари, Альберта) — канадский профессиональный хоккеист, защитник клуба национальной хоккейной лиги «Сиэтл Кракен» (с 2023 года). Член сборной Канады по хоккею с шайбой.

## Клубная карьера

### Молодёжный уровень
Эванс играл за команду «Нотр-Дам Хаундс» в канадской хоккейной лиге для юношей до 18 лет. Выиграл золотую медаль и был признан лучшим защитником турнира во время соревнований на Кубок Телуса в 2018 году.
В сезоне 2018/2019 годов сыграл 45 матчей за «Реджайна Пэтс», забил один гол и отдал 10 результативных передач. В сезоне 2020/2021 годов был назначен помощником капитана «Реджайна Пэтс». В 2021 году на драфте НХЛ был выбран «Сиэтл Кракеном» под общим 35-м номером.

### Взрослый уровень
22 апреля 2022 года Эванс подписал трёхлетний контракт с «Сиэтл Кракен». В мае 2022 года подписал контракт на любительском уровне с «Шарлотт Чекерс», филиалом «Кракен» в Американской хоккейной лиге (АХЛ).
После участия в тренировочном лагере «Сиэтла Кракен» в 2022 году был переведён в АХЛ, в ХК «Коачелла Вэлли Файрбёрдс». Дебютировал в НХЛ в составе «Сиэтл Кракен» 7 декабря 2023 года в матче против «Нью-Джерси Девилз». 12 декабря набрал своё первое очко в НХЛ, сделал результативную передачу, в матче против «Флорида Пантерз». Свой первый гол в НХЛ забил 22 марта 2024 года в овертайме «Аризоне Койотис».

## Карьера в сборной
В 2025 году Райкер Эванс был включен в состав первой сборной для участия в чемпионате мира, который проходил в Швеции и Дании.